# 你就是旋律
《你就是旋律》（日语： Kimi wa Melody */?），是日本女子組合AKB48的第43張單曲作品。由國王唱片在2016年3月9日發行的這張單曲首次單獨起用姊妹團體HKT48的成員宮脇咲良單獨擔任center（中心成员），除此之外，因為是AKB48成立十週年的紀念單曲，除了正規的16名現役單曲選拔成員外，也邀請了前田敦子、大島優子、板野友美、篠田麻里子等高知名度的畢業成員與唱片發行後旋即要正式畢業離團的高橋南一同參與唱片的錄製與MV的演出，而成為受關注的話題。

## 簡介
關於本單曲的發行，最初是在2015年12月15日举行的第5届AKB48红白对抗歌合战上揭露。在該演唱會活動末尾製作單位發表了將於隔年3月9日發行當時名稱尚未公開的第43張單曲的消息，除同時公開16名參與該單曲錄製的單曲選拔成員名單外，也在名單的末尾出人意表地播放了前田敦子、大島優子、板野友美、篠田麻里子等四位曾經擔任過AKB48單曲center的高知名度前成員，與即將在單曲發行後的4月8日正式畢業離團的48集團前任總監督高橋南等五人，在臨時收到工作人員邀約參與新單曲錄製時的現場反應影片。因此，包含17名現役成員與4名前成員，共有21人參與了這張團體成立10週年的紀念單曲的錄製。
之後，在2016年1月24日於東京巨蛋城表演廳（Tokyo Dome City Hall）舉行的《AKB48家族重溫時間 最佳曲目100 2016》（AKB48グループリクエストアワー セットリストベスト100　2016）演唱會最後一天的活動現場公開，首次公布新曲曲名，與將由擁有AKB48兼任成員身份的HKT48成員宮脇咲良單獨擔任新曲center的決定，並且進行了首度的現場演唱。
新曲的MV與搭配的唱片封面設計在2月12日公布，由曾經替AKB48導演過賣座單曲《無限重播》MV的知名攝影師、導演蜷川實花執導。單曲發行後，3月11日前田敦子、大島優子、板野友美、篠田麻里子等前成員也与現任成員共同參加了朝日电视台的音乐节目《Music Station》的直播，并現場演唱本张单曲。
除了是AKB48成立10週年紀念單曲外，《你就是旋律》也繼承了第29張單曲《永遠的壓力》（永遠プレッシャー）開始，每年一度以姊妹團體的新曲作為搭配B面曲的發行傳統。但與前一年的《Green Flash》不完全相同的是此次的Type A版本不再收錄全由AKB48本團成員演唱的AKB48版本B面曲，而是直接收錄SKE48的新曲，作為替補，此次的單曲在Type D版本中收錄了最新成立的姊妹團體NGT48的第一首原創曲《Max朱鷺315號》（Maxとき315号）。

## 版本與收錄歌曲
如同AKB48單曲一向的發行慣例，此張單曲唱片也是採取一作多版本的方式發行，共計發行了Type A、Type B、Type C、Type D、Type E與劇場版共六個收錄曲目不全部相同的版本。其中，除劇場版之外其他的五個版本還分別發行了只在上市初期發行的初回限定版，與之後會持續發行的通常版兩個附贈商品與封面照片不同的版本，因此總計有11個內容物不相同的發行版本。

## 銷售成績
此單曲作品首週以超過123.8萬張的銷量，再度空降Oricon單曲榜冠軍，亦是AKB48連續第30張冠軍單曲
。

## 歌曲與參與成員
以下各曲的參與成員名單，皆以各成員在單曲發行時點的分隊為準。

### 你就是旋律
Center：宮脇咲良
- Team A：入山杏奈、小嶋陽菜、島崎遙香、高橋南、横山由依
- Team K：峯岸南、向井地美音
- Team B：柏木由紀（兼任NGT48 Team NIII）、加藤玲奈、木崎由里亞、渡邊麻友
- SKE48 Team S：松井珠理奈
- NMB48 Team N：山本彩（兼任AKB48 Team K）
- HKT48 Team H：指原莉乃
- HKT48 Team KIV：宮脇咲良（兼任AKB48 Team A）
- NGT48 Team NIII：北原里英
- SNH48 Team SII：宮澤佐江（兼任SKE48 Team S）
- 畢業生：板野友美、大島優子、篠田麻里子、前田敦子

### LALALA訊息
AKB48次世代选拔名义
Center：向井地美音
- Team A：入山杏奈、大和田南那、谷口惠
- Team K：田野優花、向井地美音、武藤十夢
- Team B：大島涼花、加藤玲奈、木崎由里亞、後藤萌咲
- Team 4：岡田奈奈、川本紗矢、小嶋真子、込山榛香、高橋朱里、村山彩希

### Gonna Jump
SKE48 名义
Center：後藤乐乐
- Team S：東李苑、大矢真那、北川綾巴（兼任AKB48 Team 4）、松井珠理奈
- Team KII：江籠裕奈、大場美奈、惣田紗莉渚、高柳明音、古畑奈和
- Team E：木本花音、熊崎晴香、後藤乐乐、柴田阿彌、菅原茉椰、須田亞香里、谷真理佳

### 緊抓不放的青春
NMB48 名义
Center：山本彩
- Team N：太田夢莉、加藤夕夏、上西惠、須藤凜凜花、山本彩（兼任AKB48 Team K）、吉田朱里
- Team M：植村梓、白間美瑠（兼任AKB48 Team A）、谷川愛梨、藤江麗奈、村瀨紗英、矢倉楓子
- Team BII：日下木之實、澀谷凪咲（兼任AKB48 Team 4）、藪下柊、渡邊美優紀（兼任AKB48 Team B）

### Make noise
收錄在Type C版本中的《Make noise》是此次的HKT48演唱曲，由秋元康作詞，曾經替AKB48集團譜寫《12月的袋鼠》、《大人列車》等曲的外山大輔作曲，佐佐木裕編曲，是HKT48自成立以來首次推出的舞曲風格作品。
在參與歌曲錄製與MV演出的成員方面，雖然《Make noise》只是新單曲所收錄多首B面曲之一，但參與的卻是被稱為「HKT48選拔」、與HKT48自己的單曲接近的選拔陣容。擔任此曲center位置的是同時身兼HKT48劇場經理職務的資深成員指原莉乃，在此之前指原雖然曾兩度在AKB48全集團的單曲總選舉中獲得優勝而擔任AKB48單曲的center，但在HKT48的歌曲內卻一向是站在輔佐的配角位置，從未擔任歌曲center。至於站其兩旁的則分別是此張單曲的center宮脇咲良，與曾經擔任過HKT48單曲center的兒玉遙。演唱此曲的詳細成員名單如下：
- Team H：穴井千尋、宇井真白、神志那結衣、兒玉遙（兼任AKB48 Team K）、坂口理子、指原莉乃、田島芽瑠、田中美久、松岡菜摘、矢吹奈子（兼任AKB48 Team B）
- Team KIV：多田愛佳、熊澤世莉奈、朝長美櫻（兼任AKB48 Team 4）、宮脇咲良（兼任AKB48 Team A）、本村碧唯、森保圓

### Max朱鷺315號
NGT48 名义
Center：高倉萌香
- Team NIII：荻野由佳、小熊倫实、加藤美南、北原里英、佐藤杏樹、菅原里子（菅原りこ）、高倉萌香、太野彩香、中井莉加（中井りか）、西潟茉莉奈、長谷川玲奈、本間日陽、村雲颯香、山口真帆、山田野絵
- NGT48研究生：大滝友梨亚、角由利亞（角ゆりあ）、日下部愛菜、清司麗菜、高橋真生、中村歩加、奈良未遥、西村菜那子、水澤彩佳、宮島亚弥

### 混和體
乃木坂AKB 名义
Center：小嶋陽菜
- Team A：入山杏奈、大和田南那、小嶋陽菜、島崎遙香、横山由依
- Team B：柏木由紀（兼任NGT48 Team NIII）、加藤玲奈
- SKE48 Team S：松井珠理奈
- HKT48 Team H：指原莉乃
- HKT48 Team KIV：宮脇咲良（兼任AKB48 Team A）
- 乃木坂46：生田絵梨花、樱井玲香、白石麻衣、西野七濑、深川麻衣、松村沙友理

乃木坂46的六人均為首次參加AKB48單曲的錄製。

### 獻給M.T.
Team A 名义
Center：橫山由依、小嶋陽菜
- Team A：入山杏奈、岩田華怜、大家志津香、大和田南那、小笠原茉由、小嶋菜月、小嶋陽菜、佐佐木優佳里、島崎遙香、白間美瑠（NMB48 Team M兼任）、田北香世子、谷口惠、中西智代梨、中村麻里子、平田梨奈、樋渡結依、前田亞美、宮崎美穂、宮脇咲良（HKT48 Team KIV兼任）、山田菜菜美（Team 8兼任）、橫山由依

樋渡結依為首次參加AKB48單曲的錄製。

## 外部連結
- （日語）King Records AKB48發行作品網站（页面存档备份，存于）
- YouTube上的【MV】你就是旋律 Short ver. / AKB48[公式]